# バレンシア・オープン
バレンシア・オープン（Valencia Open）は、スペインバレンシア州・バレンシアの芸術科学都市にあるアゴラにて開催されていたATPツアートーナメント大会である。サーフェスは屋内ハードコート。1995年にバレンシアで初めて開催された後、1996年～97年大会がアンダルシア州マルベーリャで、1998年～2002年大会が同バレアレス諸島自治州マヨルカ島で開催される変遷を経て、2003年から再びバレンシアに戻り開催されていた。大会グレードは95年から97年大会までがATPワールドシリーズ、98年から08年大会までがATPインターナショナルシリーズと、ツアーでも最下位グレードに属する大会であったが、2009年シーズンからのツアー制度改革に伴い大会グレードが一つ上の500シリーズに属するようになった。しかし、2015年シーズンに再び250シリーズに戻され、この年限りで終了した。

## 大会歴代優勝者

### シングルス
| 開催地       | 年               | 優勝                         | 準優勝                           | 試合結果           |
| ------------ | ---------------- | ---------------------------- | -------------------------------- | ------------------ |
| バレンシア   | 2015             | ジョアン・ソウザ             | ロベルト・バウティスタ・アグート | 3–6, 6–3, 6–4      |
| バレンシア   | ↑ ATPツアー250 ↑ |                              |                                  |                    |
| バレンシア   | 2014             | アンディ・マリー             | トミー・ロブレド                 | 3-6, 7-6, 7-6      |
| バレンシア   | 2013             | ミハイル・ユージニー         | ダビド・フェレール               | 6-3, 7-5           |
| バレンシア   | 2012             | ダビド・フェレール           | アレクサンドル・ドルゴポロフ     | 6-1, 3-6, 6-4      |
| バレンシア   | 2011             | マルセル・グラノリェルス     | フアン・モナコ                   | 6–2, 4–6, 7–6(7-3) |
| バレンシア   | 2010             | ダビド・フェレール           | マルセル・グラノリェルス         | 7–5, 6–3           |
| バレンシア   | 2009             | アンディ・マレー             | ミハイル・ユージニー             | 6–3, 6–2           |
| バレンシア   | ↑ ATPツアー500 ↑ |                              |                                  |                    |
| バレンシア   | 2008             | ダビド・フェレール           | ニコラス・アルマグロ             | 4–6, 6–2, 7–6(7-2) |
| バレンシア   | 2007             | ニコラス・アルマグロ         | ポティート・スタラーチェ         | 4–6, 6–2, 6–1      |
| バレンシア   | 2006             | ニコラス・アルマグロ         | ジル・シモン                     | 6–2, 6–3           |
| バレンシア   | 2005             | イーゴリ・アンドレエフ       | ダビド・フェレール               | 3–6, 7–5, 6–3      |
| バレンシア   | 2004             | フェルナンド・ベルダスコ     | アルベルト・モンタニェス         | 7–6(7-5), 6–3      |
| バレンシア   | 2003             | フアン・カルロス・フェレーロ | クリストフ・ロクス               | 6–2, 6–4           |
| マヨルカ     | 2002             | ガストン・ガウディオ         | ヤルコ・ニエミネン               | 6–2, 6–3           |
| マヨルカ     | 2001             | アルベルト・マルティン       | ギリェルモ・コリア               | 6–3, 3–6, 6–2      |
| マヨルカ     | 2000             | マラト・サフィン             | ミカエル・ティルストロム         | 6–4, 6–3           |
| マヨルカ     | 1999             | フアン・カルロス・フェレーロ | アレックス・コレチャ             | 2–6, 7–5, 6–3      |
| マヨルカ     | 1998             | グスタボ・クエルテン         | カルロス・モヤ                   | 6–7(5-7), 6–2, 6–3 |
| マルベーリャ | 1997             | アルベルト・コスタ           | アルベルト・ベラサテギ           | 6-3, 6–2           |
| マルベーリャ | 1996             | マルク＝ケビン・ゲルナー     | アレックス・コレチャ             | 7–6(7-4), 7–6(7-2) |
| バレンシア   | 1995             | チャン・シャルケン           | ギルベルト・シャラー             | 6–4, 6–2           |
| バレンシア   | ↑ ATPツアー250 ↑ |                              |                                  |                    |

### ダブルス
| 開催地       | 年               | 優勝                                              | 準優勝                                            | 試合結果                  |
| ------------ | ---------------- | ------------------------------------------------- | ------------------------------------------------- | ------------------------- |
| バレンシア   | 2015             | エリック・ブトラック スコット・リプスキー         | フェリシアーノ・ロペス マックス・ミルヌイ         | 7–6(4), 6–3               |
| バレンシア   | ↑ ATPツアー250 ↑ |                                                   |                                                   |                           |
| バレンシア   | 2014             | ジャン＝ジュリアン・ロイヤー ホリア・テカウ       | ケビン・アンダーソン ジェレミー・シャルディー     | 6-4, 6-2                  |
| バレンシア   | 2013             | アレクサンダー・ペヤ ブルーノ・ソアレス           | ボブ・ブライアン マイク・ブライアン               | 7-6(7-3), 6-7(1), [13-11] |
| バレンシア   | 2012             | アレクサンダー・ペヤ ブルーノ・ソアレス           | ダビド・マレーロ フェルナンド・ベルダスコ         | 6-3, 6-2                  |
| バレンシア   | 2011             | ボブ・ブライアン マイク・ブライアン               | エリック・ブトラック ジャン＝ジュリアン・ロイヤー | 6–4, 7–6(11-9)            |
| バレンシア   | 2010             | アンディ・マレー ジェイミー・マレー               | マヘシュ・ブパシ マックス・ミルヌイ               | 7–6(10-8), 5–7, [10–7]    |
| バレンシア   | 2009             | フランティシェク・チェルマク ミハル・メルティナク | マルセル・グラノリェルス トミー・ロブレド         | 6–4, 6–3                  |
| バレンシア   | ↑ ATPツアー500 ↑ |                                                   |                                                   |                           |
| バレンシア   | 2008             | マキシモ・ゴンザレス フアン・モナコ               | トラビス・パロット フィリップ・ポラーシェク       | 7–5, 7–5                  |
| バレンシア   | 2007             | ウェスリー・ムーディ トッド・ペリー               | イブ・アレグロ セバスティアン・プリエト           | 7–5, 7–5                  |
| バレンシア   | 2006             | ダビド・シュコッホ トマーシュ・ジープ             | ルーカス・ドロウヒー パベル・ビズネル             | 6–4, 6–3                  |
| バレンシア   | 2005             | フェルナンド・ゴンサレス マルティン・ロドリゲス   | ルーカス・アルノルド・カー マリアノ・フッド       | 6–4, 6–4                  |
| バレンシア   | 2004             | ガストン・エトリス マルティン・ロドリゲス         | フェリシアーノ・ロペス マルク・ロペス             | 7–5, 7–6(7-5)             |
| バレンシア   | 2003             | ルーカス・アルノルド・カー マリアノ・フッド       | ブライアン・マクフィー ネナド・ジモニッチ         | 6–1, 6–7(9-11), 6–4       |
| マヨルカ     | 2002             | マヘシュ・ブパシ リーンダー・パエス               | ユリアン・ノール ミヒャエル・コールマン           | 6–2, 6–4                  |
| マヨルカ     | 2001             | ドナルド・ジョンソン ジャレッド・パーマー         | フェリシアーノ・ロペス フランシスコ・ロイグ       | 7–5, 6–3                  |
| マヨルカ     | 2000             | ミカエル・ロドラ ディエゴ・ナルジーゾ             | アルベルト・マルティン フェルナンド・ビセンテ     | 7–6(7-2), 7–6(7-3)        |
| マヨルカ     | 1999             | ルーカス・アルノルド・カー トマス・カルボネル     | アルベルト・ベラサテギ フランシスコ・ロイグ       | 6–1, 6–4                  |
| マヨルカ     | 1998             | パブロ・アルバーノ ダニエル・オルサニック         | イリ・ノバク ダヴィッド・リクル                   | 7–6(11-9), 6–3            |
| マルベーリャ | 1997             | カリム・アラミ フリアン・アロンソ                 | アルベルト・ベラサテギ ジョルディ・ブリロ         | 4–6, 6–3, 6–0             |
| マルベーリャ | 1996             | アンドリュー・クラッツマン ジャック・ワイト       | パブロ・アルバーノ ルカス・アルノルド・カー       | 6–7, 6–3, 6–4             |
| バレンシア   | 1995             | トマス・カルボネル フランシスコ・ロイグ           | トム・ケンパース ジャック・ワイト                 | 7–5, 6–3                  |
| バレンシア   | ↑ ATPツアー250 ↑ |                                                   |                                                   |                           |